# Tibouchina calycina
Tibouchina calycina är en tvåhjärtbladig växtart som beskrevs av Célestin Alfred Cogniaux. Tibouchina calycina ingår i släktet Tibouchina och familjen Melastomataceae. Utöver nominatformen finns också underarten T. c. parvifolia.